# Аламанов, Баян
Баян Аламанович Аламанов (1915, с. Денисовка, Верненский уезд, Семиреченская область, Российская империя — 1985, Фрунзе, Киргизская ССР, СССР) — советский киргизский хозяйственный, государственный и партийный деятель, учёный. Доктор экономических наук (1978).

## Биография
Родился в 1915 году в селе в селе Денисовка (ныне село Бирдик Ысык-Атинского района, Чуйской области Кыргызстана), воспитывался в детском доме города Токмок. Член ВКП(б) с 1939.

### Образование
В 1932 окончил Киргизский педагогический техникум по специальности «учитель».
Слушатель Высшей партийной школы при ЦК КПСС.
В 1978 в Среднеазиатском НИИ экономики сельского хозяйства в Ташкенте защитил диссертацию на соискание учёной степени доктора экономических наук. Тема диссертации: «Закономерности воспроизводства и проблемы повышения эффективности использования основных производственных фондов в колхозах Киргизской ССР».

### Трудовая деятельность
С 1932 года — учитель, партийный работник в Киргизской ССР. 
- 1951—1955 первый секретарь Джалалабадского обкома КП Киргизской ССР
- 1955—1959 первый секретарь Иссык-Кульского обкома КП Киргизской ССР
- 1959—1962 председатель Киргизского совета профсоюзов
- 1962—1963 председатель Фрунзенского горисполкома
- 1963—1965 директор Киргизского НИИ животноводства и ветеринарии
- 1965—1985 старший научный сотрудник, зав. сектором Института экономика АН Киргизии.

Избирался депутатом Верховного Совета СССР 4-го созыва и Верховного Совета Киргизской ССР, делегатом XXII съезда КПСС.
Умер в 1985 году.

### Научная деятельность
Автор книг:
- Экономика овцеводства Прииссыкуля. Ф., 1960,
- Воспроизводства основных фондах в колхозах Киргизской ССР. Ф., 1979.

## Награды
Награжден орденом Ленина, двумя орденами Трудового Красного Знамени, медалью «За доблестный труд в Великой Отечественной войне 1941—1945 гг.», Почётной грамотой Президиума Верховного Совета Киргизской ССР.